# Enrico Dante
Enrico Dante (Rome, 5 juli 1884 – aldaar, 24 april 1967) was een Italiaans geestelijke en kardinaal van de Katholieke Kerk.

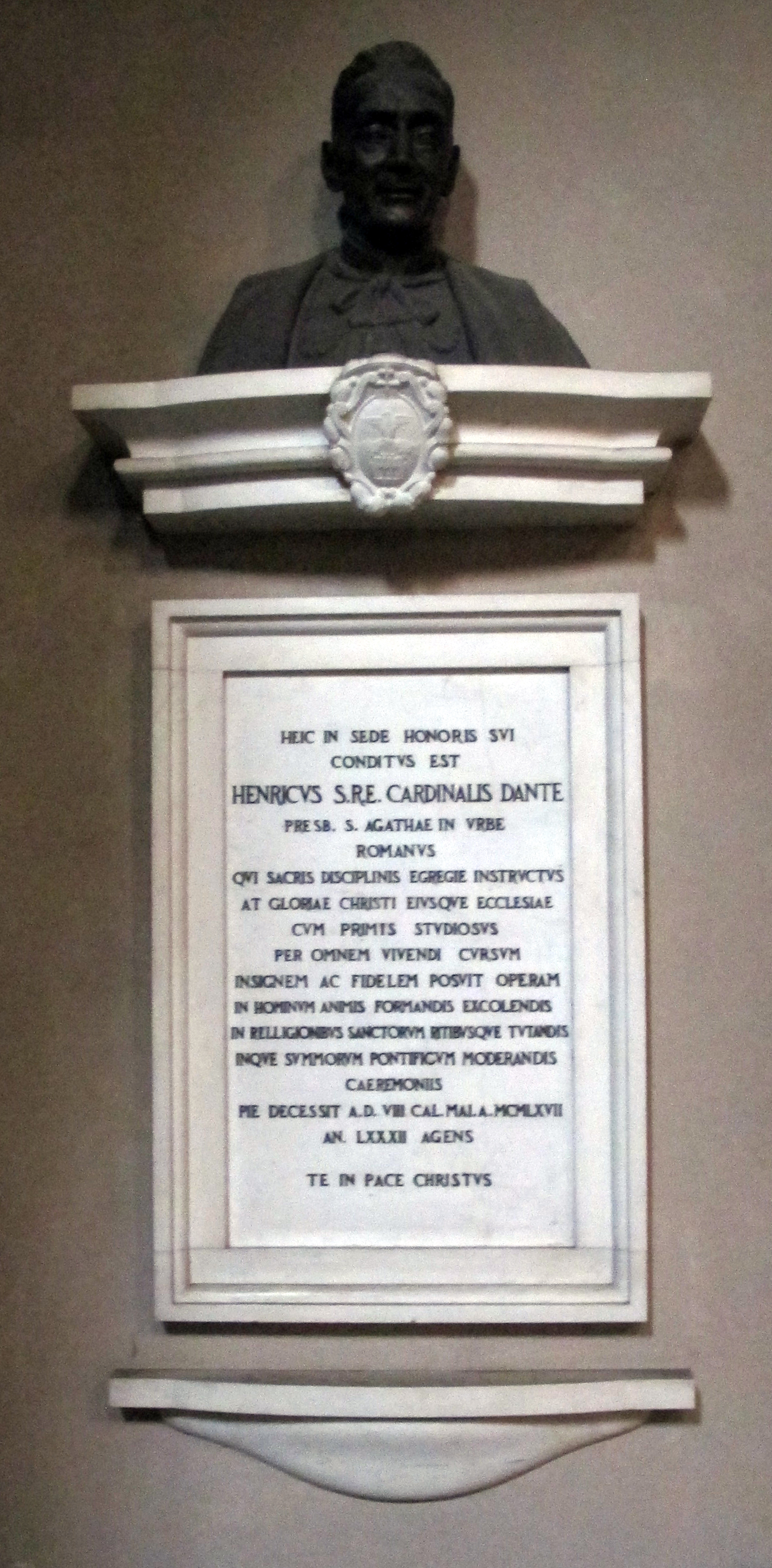
Graf

Dante studeerde in Parijs en aan het Collegia Capranica in Rome en promoveerde vervolgens aan de Pauselijke Gregoriaanse Universiteit in de theologie, wijsbegeerte en de beide rechten. Aan de Sacra Rota Romana behaalde hij het advocatendiploma. Hij werd op 3 juli 1910 priester gewijd. Van 1911 tot 1928 doceerde hij filosofie aan de Pauselijke Urbaniana Universiteit. Hij werkte daarnaast als apostolisch penitentiarius en als lid van het College voor de Pauselijke Ceremonies. Vanaf 1923 was hij in dienst van de Congregatie voor de Riten, van welke congregatie hij in 1943 substituut werd.
In 1947 volgde zijn benoeming tot ceremoniemeester van de pauselijke ceremonies. Hij zou dat tot zijn dood blijven. Hij was in die hoedanigheid ook betrokken bij de organisatie van het Tweede Vaticaans Concilie. Dante werd in 1962 door paus Johannes XXIII benoemd tot titulair aartsbisschop van Carpasië. Tijdens het consistorie van 22 februari 1965 creëerde paus Paulus VI hem kardinaal. De Sant'Agata dei Goti werd zijn titelkerk. In deze kerk zou hij ook worden begraven.
- Gemeinsame Normdatei: 1143523156
- International Standard Name Identifier: 0000 0001 1683 1253
- Istituto Centrale per il Catalogo Unico: LIAV091156
- Virtual International Authority File: 88650499
- WorldCat: E39PBJgCFQRGW8Kq7jD7DjvWDq